# 10-я стрелковая бригада (1-го формирования)
10-я стрелковая бригада - воинское соединение СССР в Великой Отечественной войне

## История
Формировалась в сентябре 1941 года в Ленинграде в районе Круглой площади как 2-я стрелковая бригада ПВО за счёт 1500 военнослужащих подразделений ВНОС 2-го корпуса ПВО.
В действующей армии с 26 сентября 1941 по 26 октября 1941 года.
С 13 сентября 1941 года строит укрепления второй линии обороны в районе Урицка, затем была снята с позиций и направлена на восточные подступы к Ленинграду
Заняла позиции на правом берегу Невы, имея слева у деревни Кузьминка 115-ю стрелковую дивизию. С 1 октября 1941 года принимает участие в наступлении войск Ленинградского фронта, с задачей форсировать Неву и овладеть Отрадным, в дальнейшем способствовать расширению плацдарма. Так называемый Петрушевский плацдарм удерживался с 28 сентября ротой 168-го разведбата 115-й стрелковой дивизии. В ночь на 29 сентября на плацдарм переправился отряд Соколова в составе 107 бойцов 168-го разведбата, 40 бойцов заградотряда и двух рот 4-й бригады морской пехоты. 10-я стрелковая бригада двумя батальонами в ночь на 1 октября 1941 года, обеспеченная переправой 21-м, частью 41-го и 42-м понтонно-мостовыми батальонами, форсировала реку Неву на участке Островки, Кузьминка. Вместе с бригадой были переправлены шесть танков БТ-7 . Батальоны овладели стыком дорог в 2 километрах южнее Кузьминки, затем в течение трёх дней пытались прорваться в юго-восточном направлении в направлении реки Мги, однако 3 октября были отсечены от реки и к 6 октября уничтожены. Остатки смогли переправиться на правый берег. Третий батальон так и не смог форсировать Неву, попав вместе со штабом на переправе под удар авиации противника, понёс тяжёлые потери от авиации противника, в том числе был пропал без вести командир бригады полковник Фёдоров. Но возможно что какая-то часть третьего батальона всё-таки смогла переправиться на плацдарм.
Неудачные действия при переправе бригады по-видимому явились одной из причин замены командующего Невской оперативной группой генерал-лейтенанта Пшенникова 
После неудачного наступления остатки бригады проследовали вверх по правому берегу Невы, в район Невской Дубровки. 26 октября 1941 года расформирована. Личный состав бригады обращён на восстановление 177-й стрелковой дивизии

## Подчинение
| Дата            | Фронт (округ)       | Армия | Корпус | Примечания |
| --------------- | ------------------- | ----- | ------ | ---------- |
| 01.10.1941 года | Ленинградский фронт | -     | -      | -          |

## Командиры
- полковник Фёдоров, Василий Николаевич